# Pedra de Lecce

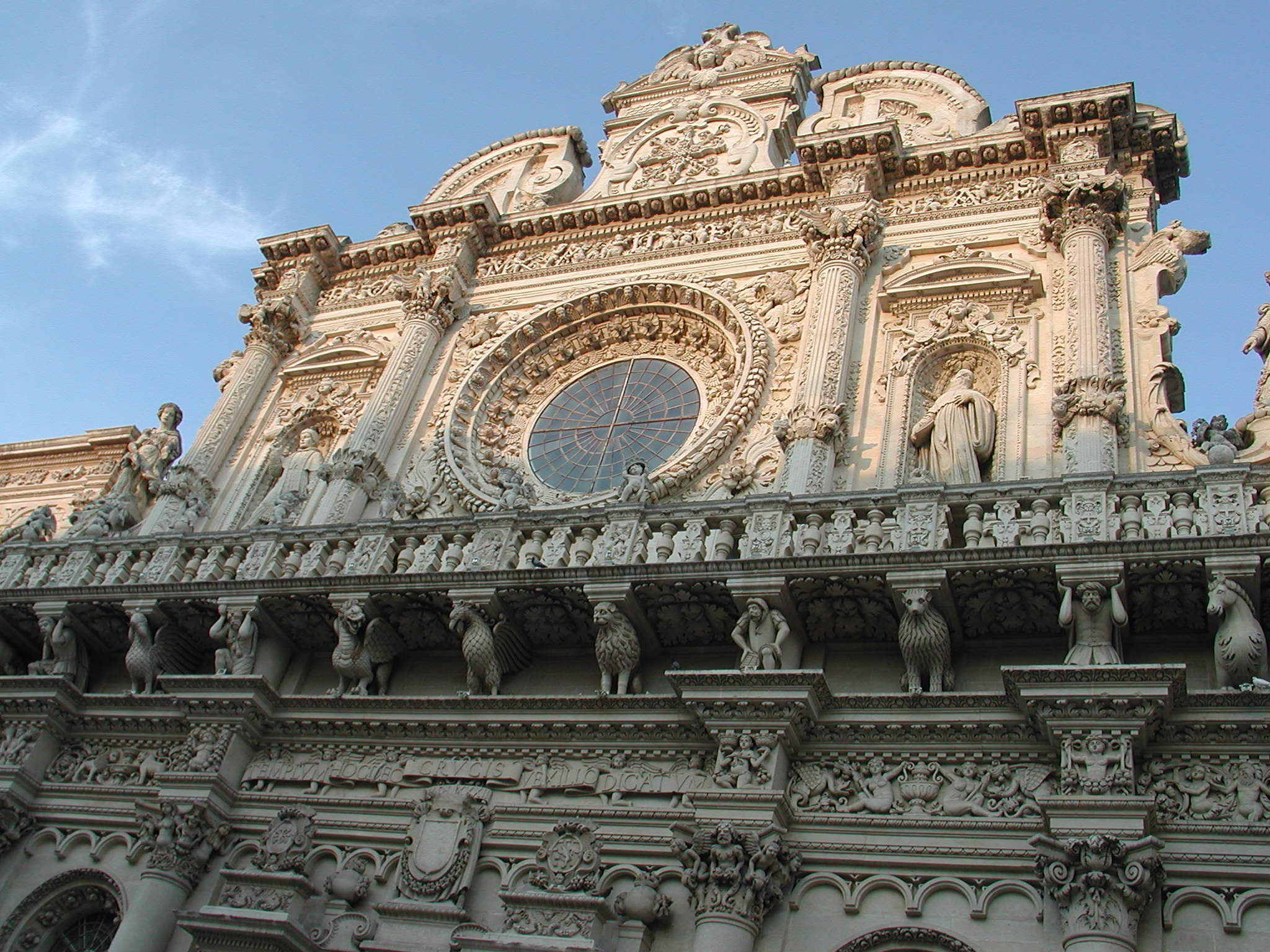
Fachada da Igreja de Santa Croce (Lecce) em pedra de Lecce

A pedra de Lecce (no dialeto salento leccisuru ) é uma rocha calcária pertencente ao grupo dos calcarenitos margosos e que remonta ao período Mioceno . É um litotipo típico da região do Salento, conhecido principalmente pela facilidade de processamento.  .A pedra Pietra leccese vem naturalmente do solo e é extraída de cavernas subterrâneas em enormes pedreiras a céu aberto de até cinquenta metros de profundidade..

## Galeria de imagens

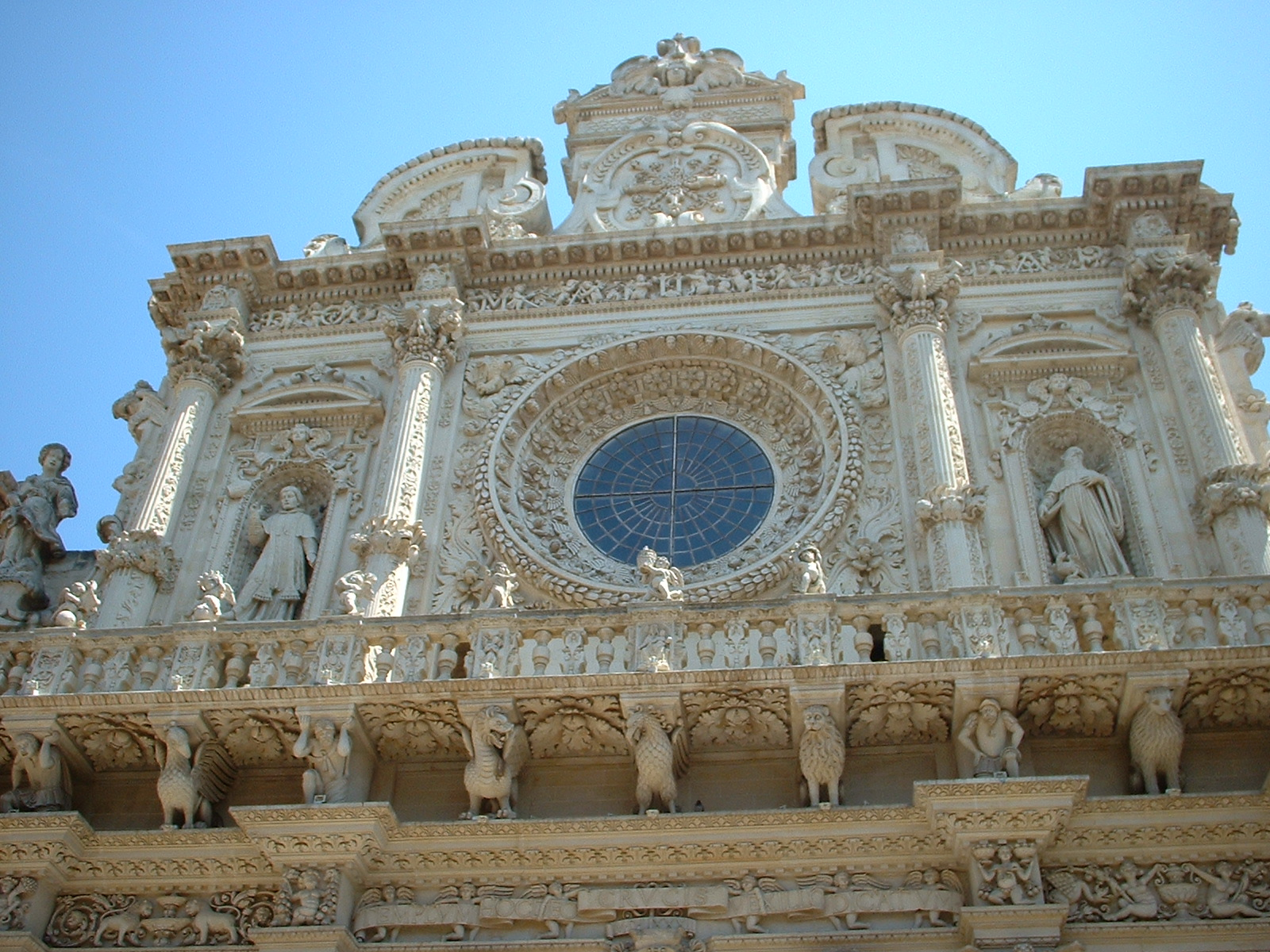
Outra imagem de Santa Croce
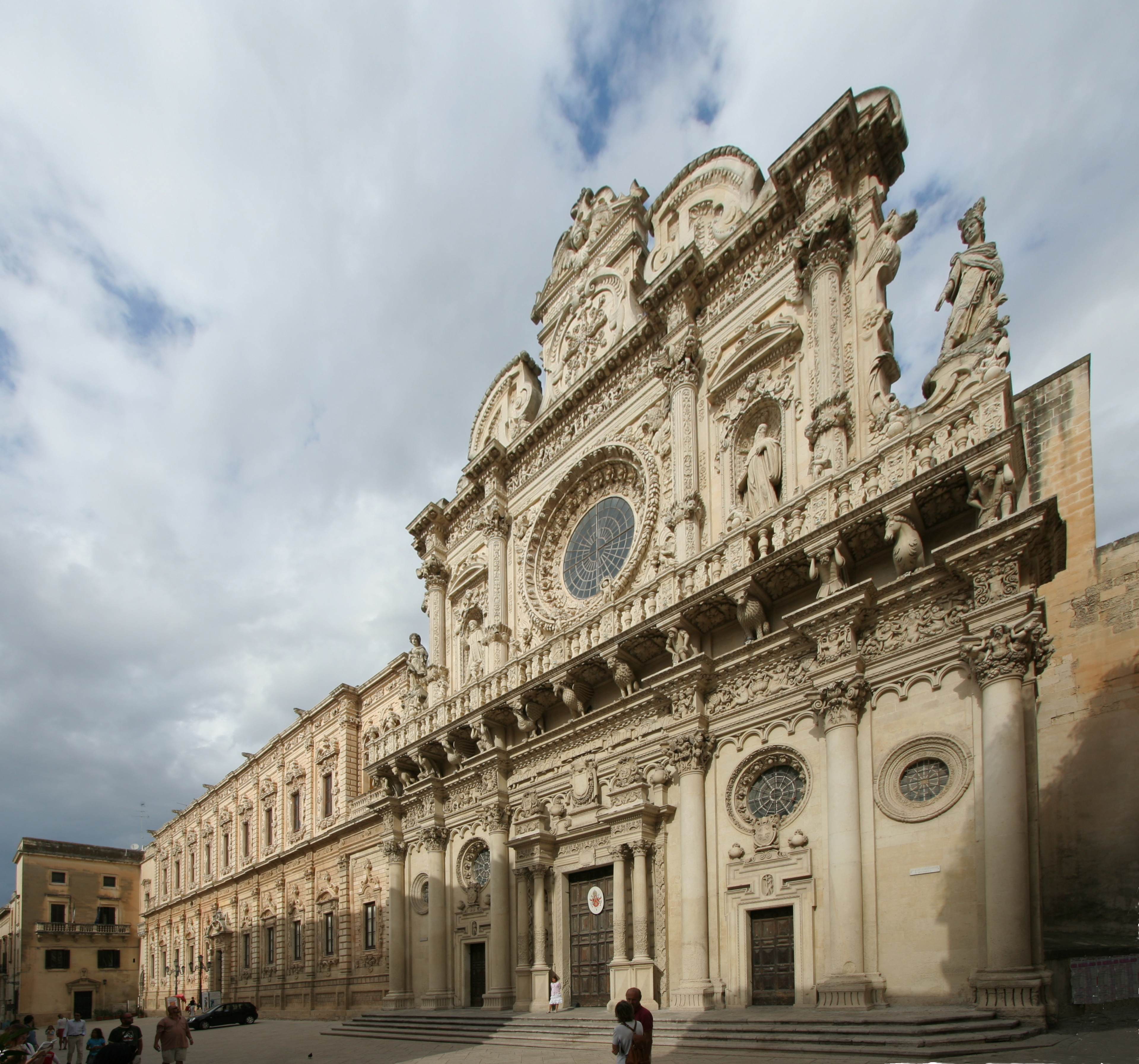
Visão geral
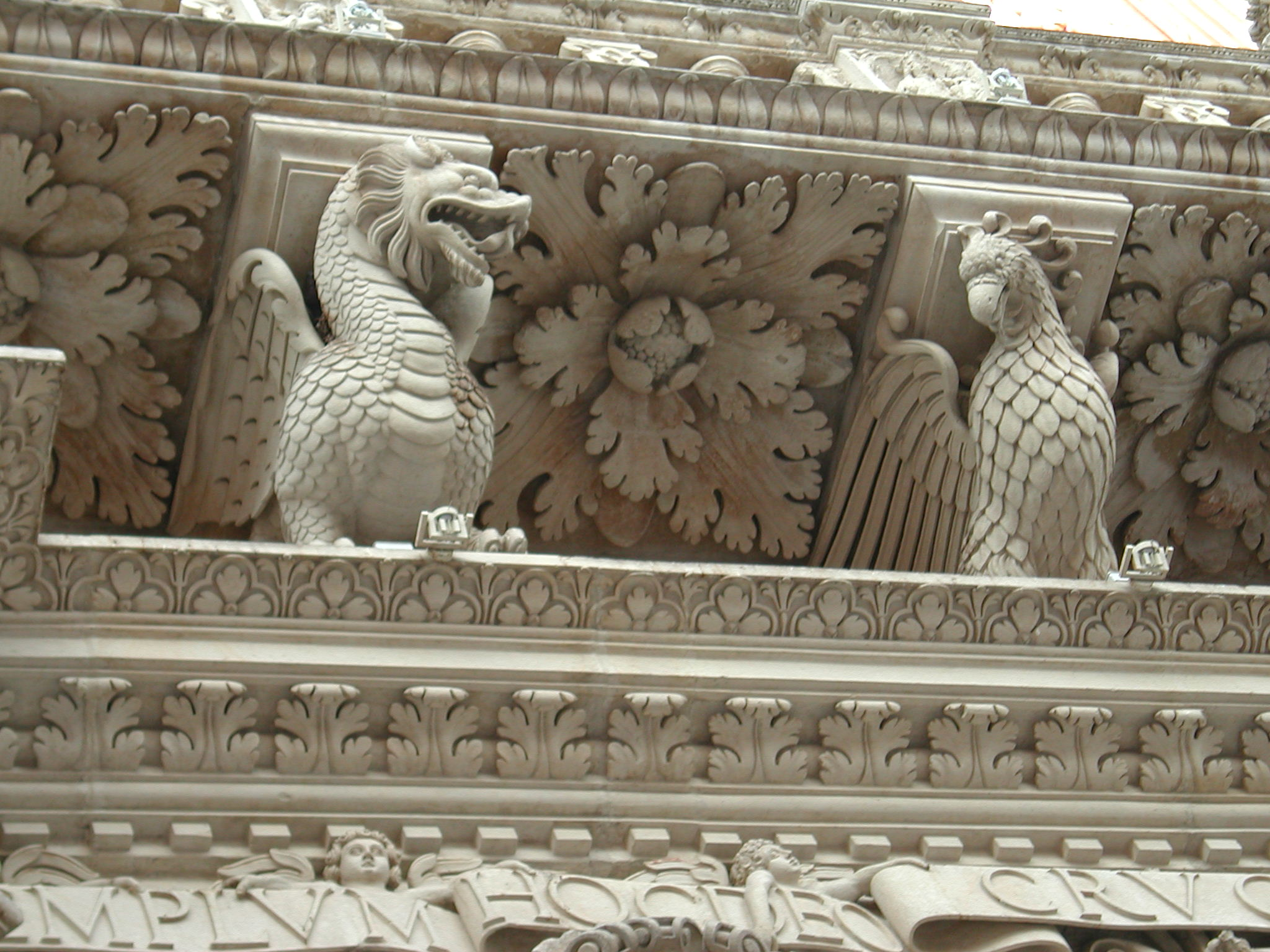
Detalhe da fachada

## Biblioteca
- Stefano Margiotta, Sergio Negri, Em busca da água perdida. Novos conhecimentos do subsolo no Lecce Salento, Congedo, 2004. ISBN 8880864785